# 다지마정 (가나가와현)
다지마정(일본어: 田島町)은 1923년 6월 1일부터 1927년 4월 1일까지 존재했던 일본 가나가와현 다치바나군의 정이다. 

## 개요
1910년대 후반부터 해안가에 매립을 통한 공업용지 조성이 시작되어 일본강관 제철소를 중심으로 중공업의 집적화가 진행되면서, 1927년 가와사키시에 편입되어 경공업 지역의 핵심으로 성장했다. 게이힌 공업지대의 핵심으로 성장함과 동시에 원래의 농촌 지역도 급속히 공업 도시화되면서 1927년 가와사키시에 편입되었다.

## 지리
현재의 가와사키시 가와사키구 남부에 해당한다.

## 역사
- 1889년 4월 1일 - 정촌제 시행에 의해 다치바나군 다지미촌이 성립하였다.
- 1923년 6월 1일 - 정으로 승격해 다지미정이 되었다.
- 1927년 4월 1일 - 가와사키시에 편입해, 동일 다지미정은 폐지되었다.

### 임해공업지대 형성
다지마촌의 공업 도시화는 1914년 일본강관(현 JFE스틸) 제철소와 1917년(다이쇼 6년) 아사노 시멘트 가와사키 공장(현 데이세이 가와사키 공장)의 개업으로 시작되었으며, 1908년 아사노 소이치로(浅野総一郎)를 중심으로 '쓰루미 매립 조합'이 조직되어 마을에서 요코하마시 가나가와 지구(현 가나가와구)에 이르는 해면을 매립하여 항만 기능을 갖춘 공업용지 조성 사업이 시작되어 1920년대 이후 아사노 재벌 계열 기업을 중심으로 중공업의 집적화가 진행되었다. 
1918년에 가와사키역에서 도카이도 본선 화물 지선이 하마가와사키역까지 개통되었고, 1926년에 쓰루미 임항 철도(초기에는 화물 전용. 현: JR 동일본 츠루미선)이 이에 연결되어 임항 철도망도 정비되었다. 
1923년 다지마촌이 정으로 승격해 다지마정이 되었고, 1927년에는 가와사키시에 편입되어, 해안가와 내륙을 막론하고 공장의 집적과 인구 유입이 더욱 가속화되었다.
해안부, 내륙부를 막론하고 공장의 집적과 인구 유입은 가와사키시 편입 후 더욱 진행되어, 게이힌 공업지대의 핵심으로 발전하게 된다.

## 교통

### 철도
- 철도성(현 : JR동일본)
  - 도카이도 본선
- 쓰루미 임항철도 (현 : JR동일본 쓰루미선)
  - 본선
- 해안 전기철도 (폐선)

## 참고 문헌
- 角川日本地名大辞典編纂委員会,『角川日本地名大辞典 神奈川県』1984, 角川書店